# Spiekershausen
Spiekershausen ist ein Ortsteil der Gemeinde Staufenberg im Landkreis Göttingen in äußersten Süden Niedersachsens. Ähnlich wie der Nachbarort Speele liegt er im unteren Fuldatal in einer Flussschleife nordöstlich von Kassel, lediglich 5,5 km von dessen Stadtzentrum entfernt. Zum Ort führt die Kreisstraße 1 von Niestetal-Sandershausen, zu der parallel der Hessische Fernradweg R1 entlang der Fulda verläuft. Die Kreisstraße führt durch die gesamte Ortschaft und über eine serpentinenreiche Strecke nach Landwehrhagen. Weiterhin führt eine kleine Nebenstraße („Die Höhle“) nach  Landwehrhagen.

## Geschichte
1319 wurde der Ort erstmals urkundlich erwähnt. Am 27. Mai 1500 war Spiekershausen Schauplatz der Beilegung der Streitigkeiten zwischen den beiden Fürsten Erich I. von Braunschweig und Landgraf Wilhelm von Hessen. Kurfürst Friedrich III. und Herzog Johann von Sachsen fungierten dabei als Obmänner. Zudem wurden im Ort vielfach Verträge zwischen den Welfen und dem Haus Hessen, so beispielsweise zwischen Erich I. und Landgraf Philipp dem Großmütigen, sowie zwischen Herzog Heinrich dem Jüngeren und Landgraf Philipp unterzeichnet. Die letzte freundliche Zusammenkunft des Katholiken Heinrich dem Jüngeren und dem reformierten Landgraf Philipp fand ebenfalls in Spiekershausen statt. Mit der Einrichtung des Königreichs Westphalen teilte man das lutherische Kirchdorf in das Departement der Fulda ein, welches sich im Distrikt Kassel befand. Das zuständige Kanton war jenes von Münden. Es lebten um 1813 etwa 104 Menschen im Ort, der aus 22 Häusern bestand. In der Mitte des 19. Jahrhunderts war Spiekershausen Teil des Königreichs Hannover, welches das Dorf in die Provinz des Fürstentums Göttingen einteilte, während die Obrigkeit vom Amt Münden, ausging, die Landdrostei Hildesheim bildete den, für das Dorf verantwortlichen, Verwaltungsbezirk. Die Pfarre wurde vom benachbarten Ort Landwehrhagen besorgt.
Die Dorfkapelle mit dem Patrozinium St. Marien wurde im gleichen Jahr der Erstnennung Spiekershausen genannt. Sie wurde später nach Westen erweitert und bildet den Chorraum der heutigen Kirche. Die Wände sind großenteils aus Feldsteinen errichtet, nur der oberer Teil des Chores und der Giebel der Westwand sind in Fachwerk ausgeführt. Im Westen ist auch ein Dachreiter als Glockenträger, der mit Schiefer verkleidet ist. Sie besitzt Spitzbogenfenster. Zwischen dem Chor und Schiff befindet sich ein massiver Bogen, sowie in der östlichen Wand eine kleine Nische. Der Taufstein stammt von 1593 und zeigt die Buchstaben V.E.I.H. Im Chorraum befindet sich ein Kruzifix des in Spiekershausen geborenen Bildhauers Gustav Eberlein und ein kleines Sakramentshaus. Die Kirche ist ein Baudenkmal.
Ab Ende der 1920er Jahre ist eine Fähre nachgewiesen, die Fahrzeuge über die Fulda beförderte. Der Fährbetrieb bestand bis Mitte der 1960er Jahre. Das erste Dampfschiff, welches 1843 auf der Oberweser entstand, absolvierte seine Probefahrt am 13. August des Jahres auf der Fulda von Kassel nach Spiekershausen und wieder zurück.
Am 1. Januar 1973 wurde Spiekershausen in die neue Gemeinde Staufenberg eingegliedert.

## Politik

### Ortsrat
Der Ortsrat setzt sich aus neun Ratsfrauen und Ratsherren zusammen.
| Partei | Prozent | Sitze |
| ------ | ------- | ----- |
| CDU    | 60,95   | 5     |
| Grüne  | 24,21   | 2     |
| Linke  | 6,2     | 1     |
| WfS*   | 8,65    | 1     |

*Wählergruppe „Wir für Staufenberg“
(Stand: Kommunalwahl am 12. September 2021)

## Kultur und Sehenswürdigkeiten

### Grabhügelgruppe
Auf dem Hopfenberg, nordöstlich zwischen Spiekershausen und Landwehrhagen, befinden sich, verstreut im Bergkuppenbereich, sechs Grabhügel. Weitere Erhebungen in unmittelbarer Nähe lassen darauf schließen, dass sich die Gesamtanzahl der Gräber auf 17 beziffern lassen. Der Durchmesser der Grabhügel schwankt zwischen 4 m und 16 m, während ihre Höhe zwischen 20 cm und 2 m liegt. Aufgebaut sind die Hügel hauptsächlich aus einer Steinblockpackung, die mit einem Erdmantel überzogen und durch Steinkreise am Hügelfuß begrenzt ist. Im letzten Jahrhundert öffnete man verschiedene Gräber. Im Bereich Spiekershausen fand man Armreifen, Bruchstücke einer Armspirale und Grabbeigaben von älterbronzezeitlichen Frauenbestattungen, und auch Reste eisenzeitlicher Nachbestattungen wurden geborgen. Jene Untersuchungen, die Mitte des 20. Jahrhunderts stattfanden, brachten Konstruktionsbefunde zu Tage, welche darauf schließen lassen, dass diese, ebenso wie aufgefundene Gräber im angrenzenden Nordhessen, in die Zeit der südwestdeutschen Hügelgräberbronzezeit zu datieren sind.

## Söhne und Töchter des Ortes
- Gustav Eberlein (1847–1926), Bildhauer, Maler und Schriftsteller